# Basketball-Ozeanienmeisterschaft der Damen 1974
Die Basketball-Ozeanienmeisterschaft der Damen 1974, die erste Basketball-Ozeanienmeisterschaft der Damen, fand zwischen dem 10. und 15. Oktober 1974 in Sydney sowie Melbourne, Australien statt, das zum ersten Mal die Meisterschaft ausrichtete. Gewinner war der Gastgeber, der zum ersten Mal den Titel erringen konnte. In der Serie konnte Neuseeland mit 3:0 Siegen geschlagen werden. 

## Teilnehmende Mannschaften
Australien

 Neuseeland

## Modus
Gespielt wurde in Form einer Best-of-Three Serie. Die Mannschaft, die zuerst zwei Siege erringen konnte, wurde Basketball-Ozeanienmeister der Damen 1974.

## Ergebnisse
|                                        |  | Australien | 69 – 42 | Neuseeland |  |
| Punkte pro Halbzeit: 40 : 30, 29 : 12. |  |            |         |            |  |
|                                        |  |            |         |            |  |
|                                        |  |            |         |            |  |

|                                        |  | Australien | 72 – 44 | Neuseeland |  |
| Punkte pro Halbzeit: 48 : 24, 24 : 20. |  |            |         |            |  |
|                                        |  |            |         |            |  |
|                                        |  |            |         |            |  |

|                                        |  | Australien | 75 – 55 | Neuseeland |  |
| Punkte pro Halbzeit: 35 : 30, 40 : 25. |  |            |         |            |  |
|                                        |  |            |         |            |  |
|                                        |  |            |         |            |  |

| Australien          |
| Meister Australien  |
| Erste Meisterschaft |

## Abschlussplatzierung
| Rang | Mannschaft |
| ---- | ---------- |
| 1    | Australien |
| 2    | Neuseeland |

Australien qualifizierte sich durch den 3:0-Erfolg für die Olympischen Sommerspiele 1976 in Montreal, Kanada.